# Above (Samael)
Above è l'ottavo album in studio del gruppo musicale industrial black metal svizzero Samael, pubblicato nel 2009 dalla Nuclear Blast.

## Tracce
1. Under One Flag – 3:41
2. Virtual War – 4:04
3. Polygames – 3:55
4. Earth Country – 3:55
5. Illumination – 3:30
6. Black Hole – 3:36
7. In There – 4:01
8. Dark Side – 2:56
9. God's Snake – 4:07
10. On the Top of It All – 4:42
11. Black Hole (Verso Mix) – 3:34

## Formazione
- Vorph - voce, chitarre
- Makro - chitarre
- Masmiseîm - basso
- Xy - batteria, percussioni, tastiere, sintetizzatori